# Douglas Mawson
Douglas Mawson, född 5 maj 1882, död 14 oktober 1958, var en brittisk polarforskare. Han var ledare för Australiens första expedition till Antarktis.
Mawsons föräldrar bosatte sig i Australien när han var två år gammal. Han studerade vid universitetet i Sydney och blev 1921 professor vid universitetet i Adelaide. Mellan 1907 och 1909 deltog Mawson i en expedition till Antarktis med Ernest Henry Shackleton som ledare. Mawson nådde tillsammans med Edgeworth David den magnetiska sydpolen och var en av de första människorna på toppen av vulkanen Mount Erebus.
Mawson tackade nej till Robert Falcon Scotts inbjudan att delta i hans expedition till den geografiska sydpolen, som slutade tragiskt. Däremot blev han ledare för Australiens första Antarktisexpedition. Även denna expedition hade många motgångar. Vid en vandring över inlandsisen dog Mawsons två följeslagare och han var tvungen att gå ensam flera hundra sjömil. Mawson själv hamnade i en hålighet i isen och fick i sista ögonblicket tag i ett rep. När han återvänt till expeditionens bas hade fartyget redan avseglat hemåt. Han nödgades övervintra till våren nästa år.
Hemma i Australien adlades Mawson, men intresset hos befolkningen var inte så stort som förväntat på grund av Scotts misslyckande och början av första världskriget. Mellan 1929 och 1931 var Mawson ledare för ytterligare två Antarktisexpeditioner. Dessutom utforskade han en bergskedja i södra Australien.

## Utmärkelser
År 1919 tilldelades han Bigsbymedaljen av Geological Society of London och 1936 Clarkemedaljen av Royal Society of New South Wales i Australien. Ett porträtt av Mawson återgavs på Australiens förra 100-dollarsedel. Senare uppkallades en australisk forskningsstation i Antarktis efter honom.
Asteroiden 4456 Mawson är uppkallad efter honom.